# 624 (numero)
Seicentoventiquattro (624) è il numero naturale dopo il 623 e prima del 625.

## Proprietà matematiche
- È un numero pari.
- È un numero composto con 20 divisori: 1, 2, 3, 4, 6, 8, 12, 13, 16, 24, 26, 39, 48, 52, 78, 104, 156, 208, 312, 624. Poiché la somma dei suoi divisori (escluso il numero stesso) è 1112 > 624 è un numero abbondante.
- È somma di due numeri primi consecutivi (311+313).
- È un numero di Harshad.
- È un numero palindromo nel sistema di numerazione posizionale a base 5 (4444), in quello a base 7 (1551) e in quello a base 25 (OO). In base 5 e in base 25 è altresì un numero a cifra ripetuta.
- È un numero 24-gonale.
- È un numero pratico.
- È un numero intoccabile.
- È un numero di Ulam.
- È un numero congruente.
- È un numero malvagio.
- È divisibile per il prodotto delle sue cifre, nel sistema numerico decimale.
- È parte delle terne pitagoriche (50, 624, 626), (182, 624, 650), (240, 576, 624), (260, 624, 676), (315, 624, 699), (407, 624, 745), (468, 624, 780), (532, 624, 820), (624, 715, 949), (624, 832, 1040), (624, 918, 1110), (624, 1170, 1326), (624, 1280, 1424), (624, 1457, 1585), (624, 1820, 1924), (624, 1980, 2076), (624, 2457, 2535), (624, 2668, 2740), (624, 3010, 3074), (624, 3718, 3770), (624, 4032, 4080), (624, 5390, 5426), (624, 6068, 6100), (624, 7475, 7501), (624, 8100, 8124), (624, 10807, 10825), (624, 12160, 12176), (624, 16218, 16230), (624, 24332, 24340), (624, 32445, 32451), (624, 48670, 48674), (624, 97343, 97345).

## Astronomia
- 624 Hektor è il più grande asteroide Troiano di Giove.
- NGC 624 è una galassia spirale della costellazione della Balena.

## Astronautica
- Cosmos 624 è un satellite artificiale russo.